# Distritos do Butão
O Butão está dividido em quatro zonas (dzongdey), Oriental, Sul, Central e Ocidental (atualmente não possuem mais caráter oficial). Para fins administrativos, as zonas estão subdivididas em 20 distritos (dzongkhang). Os distritos estão, por sua vez, divididos em subdistritos (dungkhang). No nível básico os grupos de vilas formam um círculo eleitoral chamado gewog e são administrados pelo gup que é eleito pelo povo.

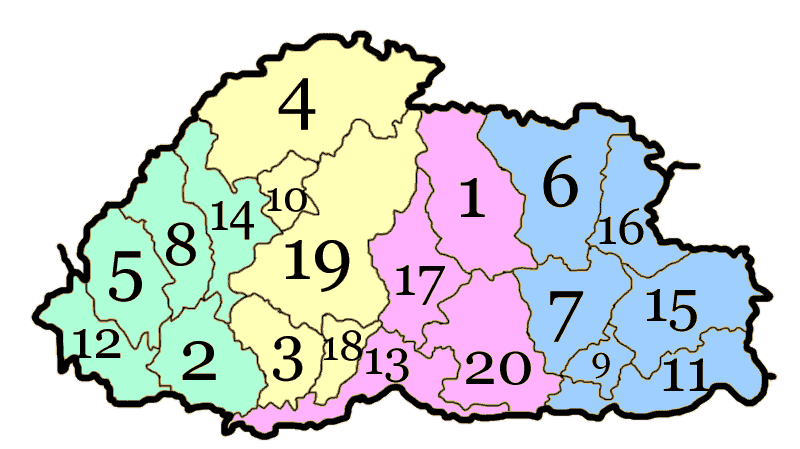
Zonas: Oriental (azul), Sul (rosa), Central (amarelo) e Ocidental (verde).
Distritos: numerados de 1 a 20.

1. Bumthang
2. Chukha
3. Dagana
4. Gasa
5. Haa
6. Lhuntse
7. Mongar
8. Paro
9. Pemagatshel
10. Punakha
11. Samdrup Jongkhar
12. Samtse
13. Sarpang
14. Thimpu
15. Trashigang
16. Trashiyangste
17. Trongsa
18. Tsirang
19. Wangdue Phodrang
20. Zhemgang